# Müller Ernő
Müller Ernő (oroszul: Мюллер Осипович Эрнст), (Zalaszentgrót, 1886. október 21. – Szovjetunió, 1937. december 25.) szabó, pártmunkás.

## Élete
Müller József és Stern Fanni fiaként született Zalaszentgróton, zsidó vallású családban. Hat elemit végzett. Tagja volt az MSZDP-nek. Az első világháború során a 19. gyalogezred katonájaként orosz hadifogságba került. Az 1917-es októberi orosz forradalmat követően belépett a Vörös Hadseregbe, 1918-ban belépett az OK(b)P-be. 1921-ben tért vissza Magyarországra, szervezte az illegális kommunista pártot. 1922. február 16-án letartóztatták, ám a szovjet-magyar fogolycsere-akció keretei között feleségével, Singer Irénnel együtt Szovjet–Oroszországba került. 1928-29-ben a Kommunisták Magyarországi Pártja Külföldi Bizottságának tagjaként szervezte a franciaországi, illetve osztrák munkásságot. 1929-ben emiatt Ausztriában lefogták, büntetése letöltését követően ismét a Szovjetunióba költözött, ahol felelős pártszervezeti tisztséget viselt, s rendszeresen publikált a Sarló és Kalapácsban. 1937. november 14-én koholt vádak alapján letartóztatták, december 25-én halálra ítélték és még aznap kivégezték. A Donszkoje-temetőben temették el. 1955. november 19-én rehabilitálták.